# Ceratophysella sakayorii
Ceratophysella sakayorii är en urinsektsart som beskrevs av Tamura 1997. Ceratophysella sakayorii ingår i släktet Ceratophysella och familjen Hypogastruridae. Inga underarter finns listade i Catalogue of Life.